# 藤枝綜合運動公園足球場
藤枝綜合運動公園足球場（日语：藤枝総合運動公園サッカー場）位於日本靜岡縣藤枝市，是一座多功能體育場。該體育場主要用於足球比賽，並為當地足球俱樂部藤枝MYFC的主場。體育場曾被塞內加爾國家足球隊用作2002年國際足協世界盃的預備訓練營地。
藤枝總合運動公園足球場是一個足球專用的體育場，擁有照明設施，並設有一個主看台，可容納約5000名觀眾，與一些J1聯賽的體育場相當。其餘的看台則是草坡觀眾席，提供觀眾舒適的觀賽環境。
除了足球場之外，藤枝総合運動公園還擁有其他運動設施，包括田徑場、高爾夫球場和滑板公園。
最近，藤枝總合運動公園足球場進行了翻修工程，自2022年5月21日開始，預計於2023年底完工。

## 球場內外觀

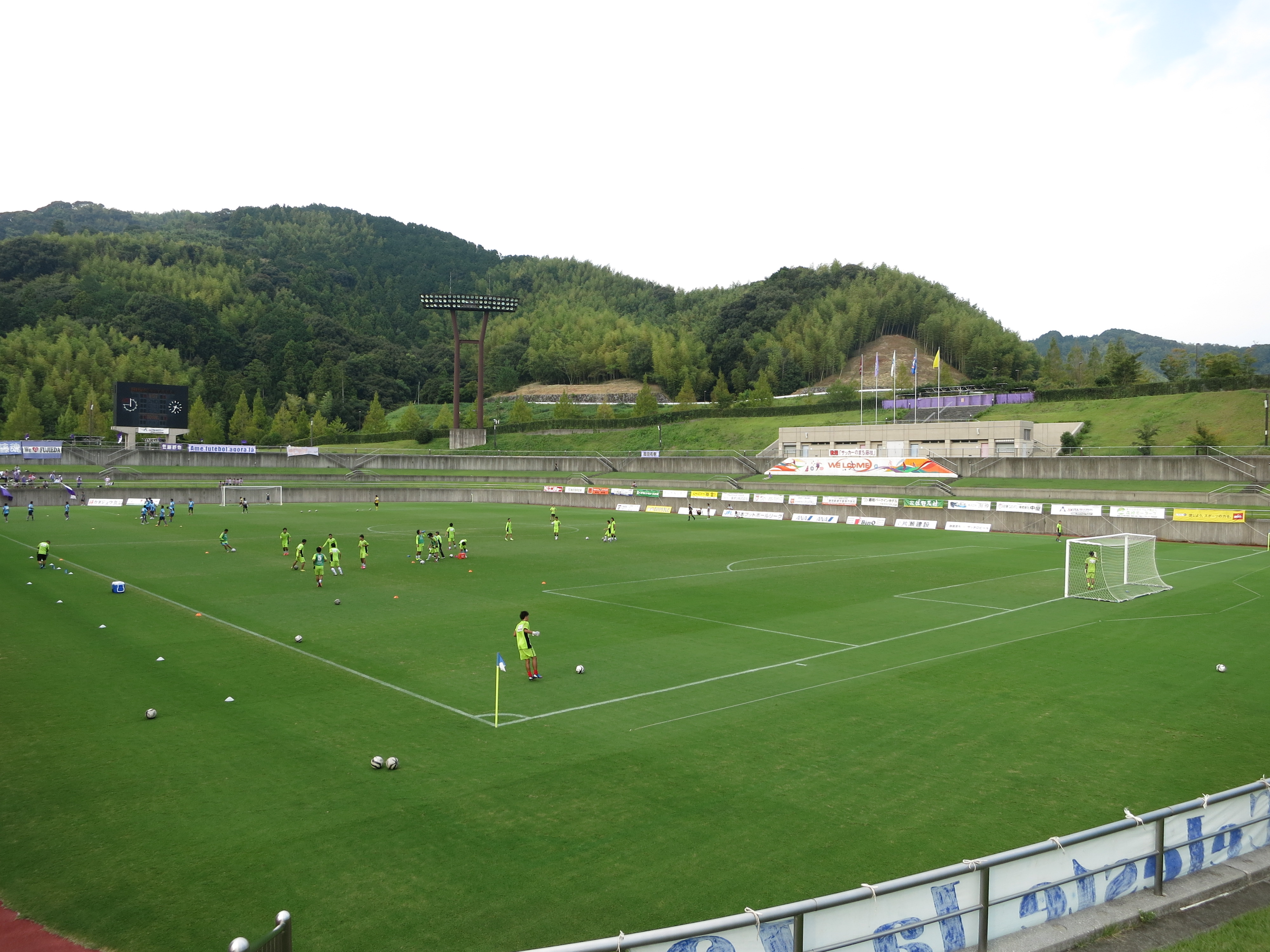
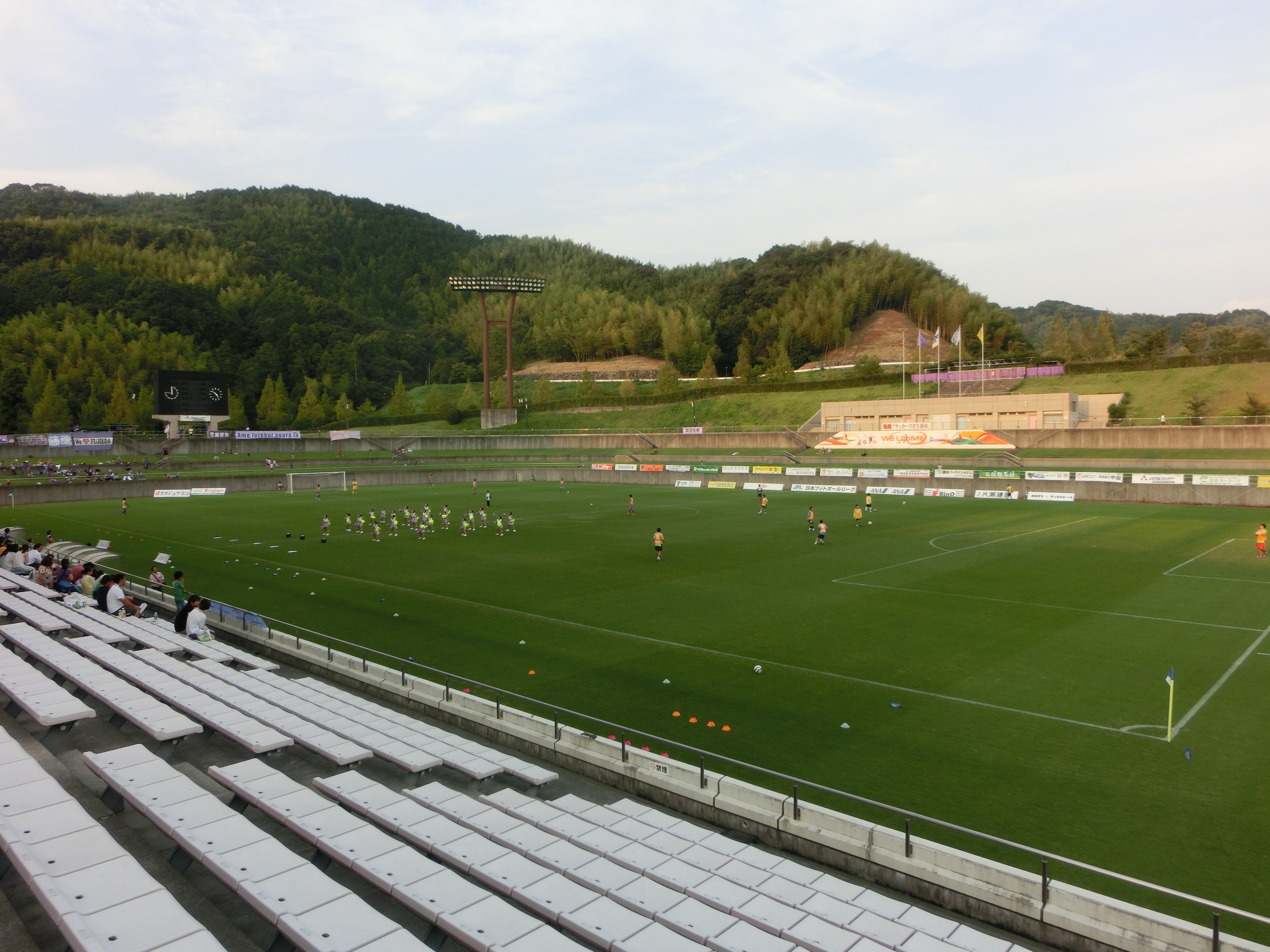
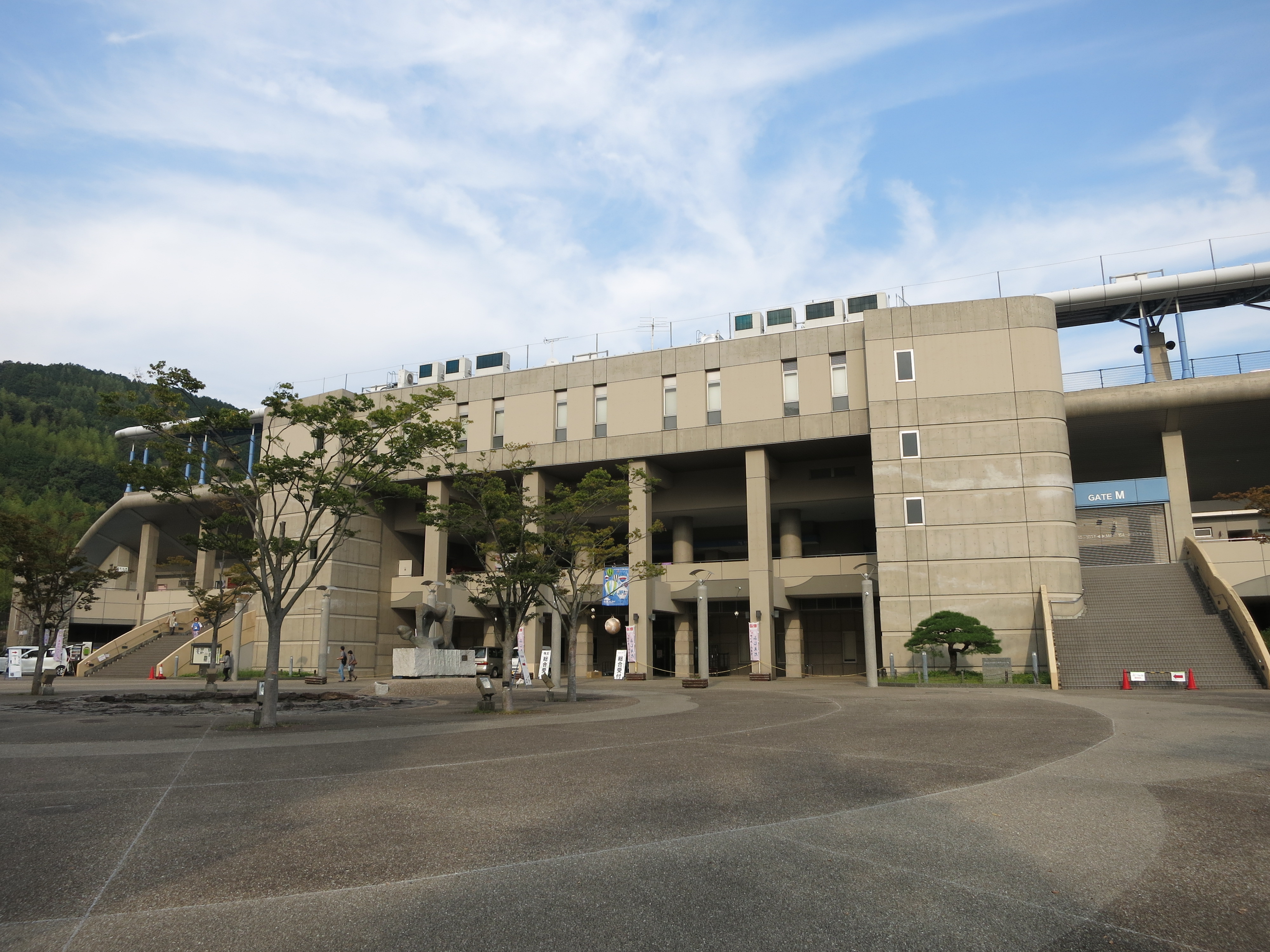
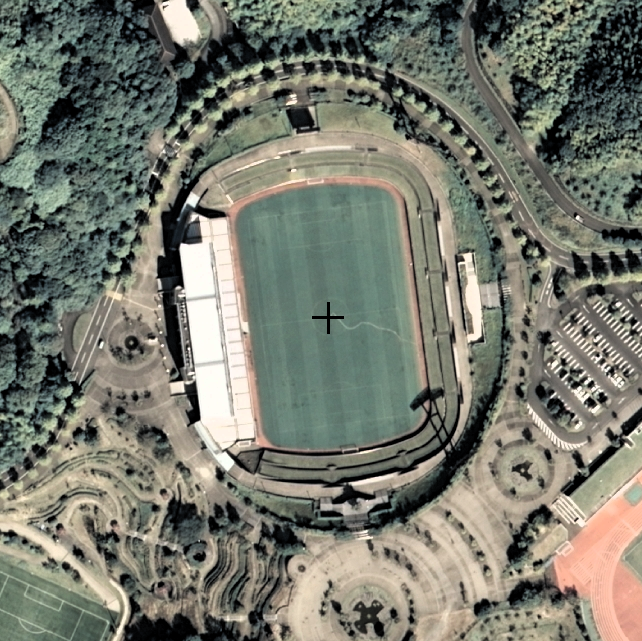